# Buccinum pemphigus
Buccinum pemphigus är en snäckart som beskrevs av Dall 1907. Buccinum pemphigus ingår i släktet Buccinum och familjen valthornssnäckor.

## Underarter
Arten delas in i följande underarter:
- B. p. pemphigus
- B. p. major
- B. p. orotundum